# 苏莱曼·德米雷尔
苏莱曼·薩米·德米雷尔（土耳其語：Süleyman Sami Demirel，1924年11月1日—2015年6月17日）土耳其政治家和土木工程師，前中間偏右正義黨、正確道路黨及土耳其民主黨的領袖，曾任土耳其总理及土耳其總統。

## 生平
1965－1971年，1975－1977年，1977－1978年，1979－1980年及1991－1993年間，曾經七度出任土耳其总理。
1993－2000年出任第九任總統。
他和共和人民黨前領袖伊斯麦特·伊诺努和比伦特·埃杰维特，在1960年代，一直至1990年代，是長期的政治對手。
2015年6月17日，他因呼吸道感染引發心臟衰竭而病逝。